# Petrus Schulz
Petrus Schulz (* 17. Juli 1808 in Regensburg; † 2. April 1871 ebenda) war ein deutscher Geigenbauer.

## Leben
In jungen Jahren lernte Petrus Schulz den Geigenbau bei dem aus Füssen stammenden Meister Joseph Fischer (1768–1834). Nach seinen Wanderjahren, die ihn bis in die Niederlande führten, übernahm er 1834 die Werkstatt seines Lehrmeisters. Er war ein im süddeutschen Raum sehr geachteter Geigenbaumeister des 19. Jahrhunderts. Zeitlebens wirkte er in Regensburg und baute dort Violinen und Gitarren nach italienischen Vorbildern. 1855 ging bei ihm der 16 Jahre alte Franz Xaver Kerschensteiner für vier Jahre zur Lehre und anschließend auf Wanderschaft. Am 18. Juli 1865 heiratete dieser Euphrosina, die Tochter seines Meisters und wurde Teilhaber am Geschäft.